# Csíkos szajkó
A csíkos szajkó (Garrulus lanceolatus) a madarak osztályának verébalakúak (Passeriformes) rendjébe és a varjúfélék (Corvidae) családjába tartozó faj.

## Rendszerezése
A fajt Nicholas Aylward Vigors ír zoológus írta le 1831-ben.

## Előfordulása
Afganisztán, India, Nepál és Pakisztán területén honos. Természetes élőhelyei a szubtrópusi vagy trópusi hegyi esőerdők és magaslati cserjések, valamint szántóföldek. Állandó, nem vonuló faj.

## Megjelenése
Testhossza 33 centiméter, testtömege 84-104 gramm.

## Természetvédelmi helyzete
Az elterjedési területe nagyon nagy, egyedszáma pedig stabil. A Természetvédelmi Világszövetség Vörös listáján nem fenyegetett fajként szerepel.